# Broddmans

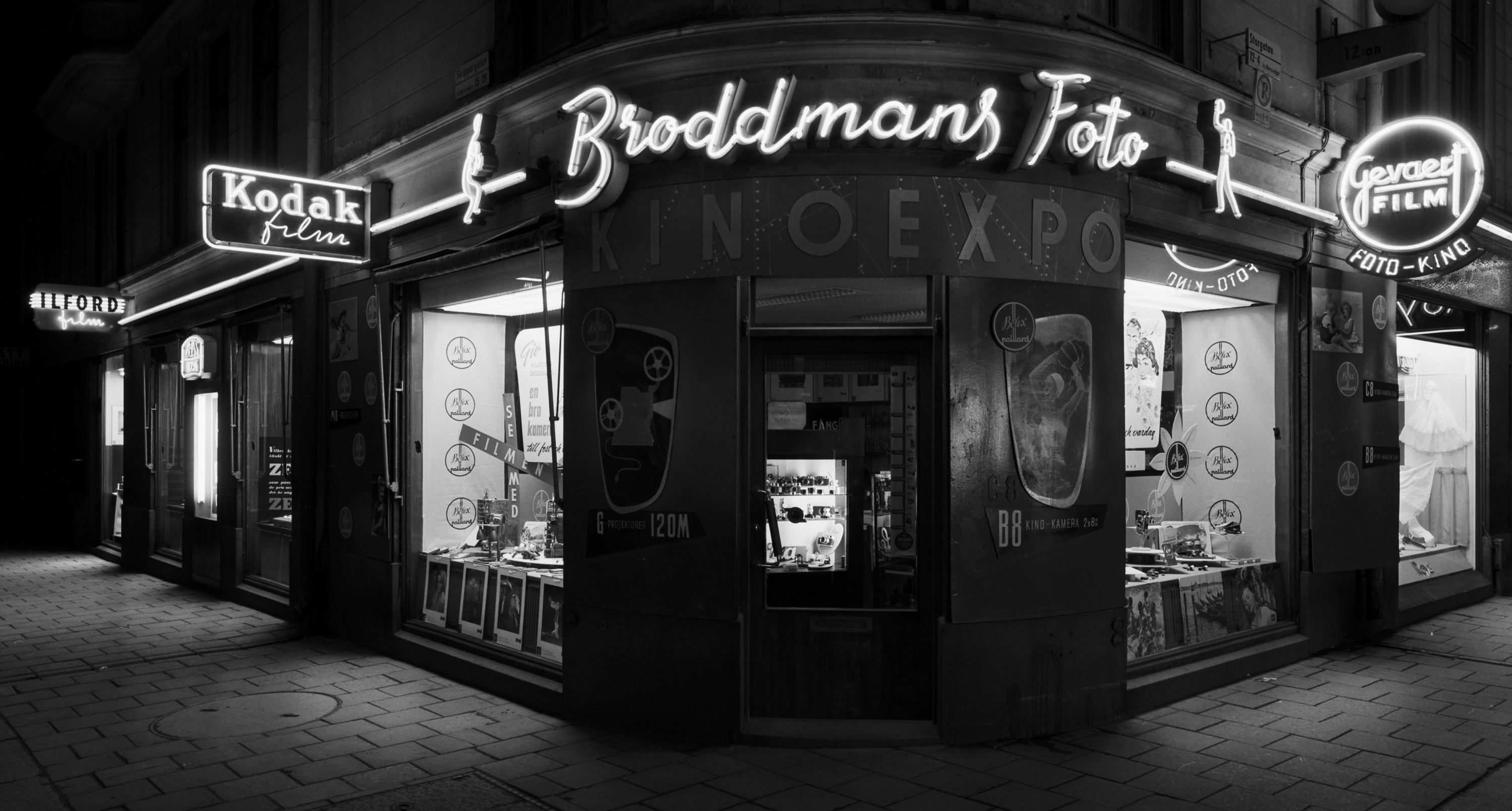
Broddmans butik i hörnet av Skeppargatan och Storgatan i Stockholm, 25 maj 1956.

Broddmans var en butikskedja inom foto, radio, grammofonskivor, TV och musikinstrument som under sin glansperiod under 1970-talet hade ett tjugotal butiker i Sverige och även en i Köpenhamn.

## Broddmans, Broddmans, Broddmans!
Grundaren George Broddman (1902–1985), född Georg Brodowitz, var fotograf och annonschef för tidningen Fotohandlaren då han kom över en butikslokal i hörnet av Storgatan och Skeppargatan i Stockholm. Att fotografera började bli populärt i slutet av 1940-talet då färgfilm och billiga lådkameror från Kodak och Agfa blev tillgängliga. Broddman såg en möjlighet att sälja fotofilm, framkallning och kameror ännu billigare.
Under slutet av 1950-talet hade grammofonskivan, tack vare den lätthanterliga vinylskivan, blivit en storsäljare. 800 fackhandlare sålde grammofonskivor och Georg Broddman hakade på. På Storgatan 10 öppnade han en välsorterad skivbutik som var billigast i stan. 
Under mitten av 1950-talet kom televisionen på allvar till Sverige och i hörnbutiken Storgatan 4 såldes allt från brödrostar till stora dyra TV-möbler med både inbyggd radio och grammofon samt även barskåp! Alla Tv- och radioapparater var på den tiden tillverkade i Europa med undantag för några små batteridrivna reseradioapparater som gjordes i Japan. Allt gick att sälja ty behovet av TV-apparater var omättligt även om programutbudet litet på den tiden. Man tittade dock på allt som rörde sig och även på de oändliga pausslingorna som gick om och om igen! 
Med aggressiv marknadsföring, bland annat genom Radio Nord, där programledaren Larsan Sörenson uppfann sloganen Broddmans, Broddmans, Broddmans! Nu hade Georg Broddman öppnat sitt flaggskepp, butiken i Stockholms konserthus, och snart även butiker i Malmö, Göteborg, Helsingborg, Halmstad, Uppsala, Västerås, Örebro och Köpenhamn. Affärsmodellen var lågpris med märkesvaror och det egna varumärket IFBA (Ing. Firma Broddman Aktiebolag). Nya stora aktörer inom el- och tele började nu alltmer etablera sig och tog väsentliga marknadsandelar från Broddmans.
George Broddmans son John (1937–2006) övertog ledarskapet, för att se hela verksamheten gå i konkurs i början av 1980-talet.